# Roberto Brown
Roberto Ronaldo „Bombardero” Brown Perea (ur. 15 lipca 1977 w Panamie) – panamski piłkarz występujący na pozycji napastnika.

## Kariera klubowa
Brown zawodową karierę rozpoczynał w 1996 roku w klubie Alianza FC. W 1997 roku odszedł do kostarykańskiego CS Cartaginés. W 1998 roku przeszedł do honduraskiego Realu España. W 1999 roku wywalczył z nim wicemistrzostwo Hondurasu. W tym samym roku przeniósł się do salwadorskiego FAS Santa Ana. W 2000 roku wrócił do Alianza FC. Następnie grał w innych panamskich ekipach – Sporting '89 oraz San Francisco FC.
W 2002 roku trafił do mołdawskiego Sheriffu Tyraspol. W 2002 roku zdobył z nim mistrzostwo Mołdawii. Rok później po raz drugi zdobył z zespołem mistrzostwo Mołdawii. Wywalczył z nim także Puchar Mołdawii i Superpuchar Mołdawii. Na początku 2004 roku odszedł do klubu FC Tiraspol, gdzie spędził pół roku.
Latem 2004 roku Brown podpisał kontrakt z austriacką Austrią Salzburg. W austriackiej Bundeslidze zadebiutował 29 sierpnia 2004 roku w przegranym 0:2 pojedynku z Austrią Wiedeń. 3 października 2004 roku w przegranym 1:2 spotkaniu z Austrią Kärnten strzelił pierwszego gola w Bundeslidze.
W styczniu 2005 roku trafił do urugwajskiego CA Peñarol, a w 2006 roku odszedł do innego urugwajskiego zespołu, Tacuarembó FC. W 2007 roku podpisał kontrakt z amerykańskim Colorado Rapids. W MLS zadebiutował 7 kwietnia 2007 roku w wygranym 2:1 meczu z DC United, w którym strzelił także gola.
W tym samym roku Brown przeszedł do kanadyjskiego klubu Montreal Impact. W 2009 roku zdobył z nim mistrzostwo USL First Division. W 2011 roku ponownie został graczem panamskiego San Francisco FC.

## Kariera reprezentacyjna
W reprezentacji Panamy Brown zadebiutował w 2000 roku. W 2005 roku został powołany do kadry na Złoty Puchar CONCACAF. Zagrał na nim w meczu z Trynidadem i Tobago (2:2). Tamten turniej Panama zakończyła na 2. miejscu.